# Соколовський Руслан Валентинович
Русла́н Валенти́нович Соколо́вський (19 квітня 1982) — український військовослужбовець, майор медичної служби Збройних Сил України, учасник російсько-української війни. Лицар ордену Богдана Хмельницького III ступеня (2015).

## Життєпис
Народився 19 квітня 1982 року.
У 2005 році у військовому званні «лейтенант» розпочав військову службу в 79 окремому аеромобільному полку. 
В ході російсько-української війни надавав першу медичну допомогу та проводив операції безпосередньо на лінії вогневого зіткнення. Особливо важко доводилося військовим медикам бригади після атаки під Зеленопіллям.

## Нагороди
- орден Богдана Хмельницького III ступеня (27.06.2015) — за особисту мужність і високий професіоналізм, виявлені у захисті державного суверенітету та територіальної цілісності України, вірність військовій присязі[1].